# Белградское перемирие (1918)
Белградское перемирие — мирный договор между венгерским революционным правительством графа Михая Каройи и союзным командованием на Балканах (французским маршалом Франше д’Эспере), подписанное в Белграде 13 ноября 1918 года. Предполагалось, что договор позволит урегулировать отношения между новыми властями Венгрии и Антантой. В конечном итоге, в связи с систематическими нарушениями договорённостей, в марте 1919 года произошла отставка правительства Каройи и была провозглашена Венгерская советская Республика.
В условиях начавшегося распада Австро-Венгерской империи — в конце сентября и начале октября 1918 года — после успешного наступления союзников на Балканах, в Венгрии вступило в должность новое правительство. Этот новый кабинет, как ожидалось, должен был сохранить территориальную целостность бывшего Венгерского королевства. Новое правительство объявило страну независимой от империи, но союзники не признали данный статус. Подписание перемирия в Падуе в начале ноября между Империей и Антантой не остановило наступление союзнических войск на территории Венгрии.
Венгерское правительство направило делегацию, во главе с премьером-министром, чтобы попытаться договориться о новом перемирии, а также — чтобы использовать поддержку Антанты против соседних государств, которые были настроены аннексировать часть бывших территорий Австро-Венгерской империи. 6 ноября, после получения условий от союзников в Белграде, венгерская делегация вернулась в Будапешт, дабы представить их правительству — в это время сербские и чехословацкие армейские части продолжали своё движение вперёд, по территории страны. Наконец, 13 ноября было подписано перемирие, которое существенно сокращало размер венгерской армии, а также отменяло всеобщую военную повинность.
Несмотря на заверения союзников, в течение последующих нескольких месяцев соседних стран, при поддержке ряда политиков, взяли под свой контроль нескольких спорных территорий и, там самым, нарушили условия перемирия; правительственные протесты и попытка примирения не увенчались успехом. Соседи Венгрии хотели взять под контроль территории — до начала мирных переговоров; Антанта не имела военных сил в регионе, способных остановить их; а само венгерское правительство не было в состоянии обеспечить контроль над территорией распавшейся империи. В итоге, социально-либеральное правительство ушло в отставку и уступило место новым силам: прежде всего, коммунистам, провозгласившим Венгерскую советскую республику.

## События до подписания
В день подписания перемирия в Падуе, сербский регент (будущего король Югославии) Александр I, заявил о намерении своей страны забрать регион за Дунаем, называемый Воеводина. Маршал Франше д’Эспере принял это заявление с учётом активного наступления сербских войск и учитывая состояние распада самой Австро-Венгрии. Вскоре министр обороны Венгрии потребовал от представителя Германии в Будапеште немедленной эвакуации германских войск с территории страны — это было вызвано тем, что чехословацкое правительство использовало присутствие иностранных войск на территории Венгрии для того, чтобы резко сократить поставки угля в страну, утверждая, что уголь используется для снабжения германских войск.

## Условия соглашения
Соглашение, подписанное 13 ноября 1918 предусматривало сокращение венгерской армии до восьми дивизий (шести пехотных и двух кавалерийских), которые должны были использоваться для поддержания порядка в стране. Венгрия также обязалась позволить Антанте оккупировать ряд пунктов на своей территории, которые союзники считали стратегическими для предполагаемой кампании против Германской империи. Всего документ состоял из восемнадцати подобных пунктов.
Демаркационная линия, предусмотренная соглашением, не была установлена как будущая граница страны, так как решение о границе должно было быть принято на послевоенной мирной конференции. «Эвакуированные территории» оставались частью Венгрии и должны были управляться венгерской администрацией — эвакуации подлежали только военные формирования.

## Реакция
Несмотря на крайне негативное отношение к нарушениям перемирия, правительство Михая Каройи не было в состоянии обеспечить сколь либо скоординированное военное сопротивление наступающим армиям соседних стран. В то же время, существовало убеждение, что вооруженный конфликт с соседями повредит позиции Венгрии на будущей мирной конференции и что даже военная победа не повлияет на исход переговоров. Кроме того, сами вооружённые силы страны находились в состоянии формирования (или глубокой реформы), что делало невозможной борьбу сразу на трех фронтах.

## Последствия
Активные территориальные уступки и передача территорий, заселённых преимущественно венграми, под контроль соседей постепенно снизили авторитет революционного правительства Каройи — программа которого обещала сохранение территориальной целостности новой Венгрии (по старым австро-венгерским границам, за исключением Хорватии). Со своей стороны, государства, нарушившие условия Белградского перемирия и оккупировавшие соседние районы, смогли сохранить свои «завоевания» по результатам мирной конференции, прошедшей в 1919 году.